# Sovice (berg i Tjeckien)
Sovice är ett berg i Tjeckien. Det ligger i den nordvästra delen av landet, 40 km norr om huvudstaden Prag. Toppen på Sovice är 276 meter över havet, eller 108 meter över den omgivande terrängen. Bredden vid basen är 7,0 km.
Terrängen runt Sovice är huvudsakligen platt.Runt Sovice är det ganska tätbefolkat, med 104 invånare per kvadratkilometer. Närmaste större samhälle är Štětí, 5,3 km öster om Sovice. Trakten runt Sovice består till största delen av jordbruksmark.